# Richmannsche Mischungsregel
Die Richmannsche Mischungsregel ist eine Regel zur Bestimmung der Mischungstemperatur, die sich beim Zusammenbringen mehrerer Körper unterschiedlicher Temperatur einstellt. Sie ist nach dem deutschbaltischen Physiker Georg Wilhelm Richmann benannt, der den Zusammenhang 1750 publizierte und damit die erste allgemeine Gleichung für kalorimetrische Berechnungen aufstellte.

## Entdeckung und erste Formulierung
Durch experimentelle Messungen ermittelte Wilhelm Richmann, dass bei der Mischung von Wasser unterschiedlicher Temperatur folgender Zusammenhang gilt:
{\displaystyle m_{1}\cdot T_{1}+m_{2}\cdot T_{2}=(m_{1}+m_{2})\cdot T_{\mathrm {m} }}
Daraus folgt:
{\displaystyle T_{\mathrm {m} }={\frac {m_{1}\cdot T_{1}+m_{2}\cdot T_{2}}{m_{1}+m_{2}}}}
Hierbei sind {\displaystyle m_{1}}und {\displaystyle m_{2}} die Massen der beiden Mischungskomponenten, {\displaystyle T_{1}} und {\displaystyle T_{2}} deren jeweilige Ausgangstemperatur und {\displaystyle T_{m}} die Mischungstemperatur.
Diese Beobachtung wird im engeren Sinne als Richmannsche Mischungsregel bezeichnet und gilt prinzipiell für alle Stoffe gleichen Aggregatzustandes. Die Mischungstemperatur ist ihr zufolge das gewichtete arithmetische Mittel der Temperaturen der beiden Ausgangskomponenten.
Die Richmannsche Mischungsregel kann auch umgekehrt angewendet werden, etwa bei der Frage, in welchem Verhältnis Wassermengen gegebener Temperaturen gemischt werden müssen, um Wasser einer gewünschten Temperatur zu erhalten. Die Bestimmung der dafür benötigten Mengen {\displaystyle m_{1}}und {\displaystyle m_{2}} bei vorgegebener Gesamtmenge {\displaystyle M=m_{1}+m_{2}} gelingt mit dem Mischungskreuz. Die zugehörige, aus der obigen Gleichung durch Umstellung erhältliche Formel lautet:
{\displaystyle m_{1}=M{\frac {T_{m}-T_{2}}{T_{1}-T_{2}}}} bzw. {\displaystyle m_{2}=M{\frac {T_{m}-T_{1}}{T_{2}-T_{1}}}}
Für das Mischungsverhältnis ergibt sich daraus:
{\displaystyle {\frac {m_{1}}{m_{2}}}=-M{\frac {T_{2}-T_{m}}{T_{1}-T_{m}}}}
Der physikalische Hintergrund der Mischungsregel ist die Tatsache, dass die Wärmeenergie eines Stoffes direkt proportional zu seiner Masse und seiner absoluten Temperatur ist. Der Proportionalitätsfaktor ist die von der Art des Stoffes abhängige spezifische Wärmekapazität, die allerdings erst einige Zeit nach Richmanns Entdeckung durch Joseph Black beschrieben wurde. Somit ist die Gültigkeit der Formel auf Mischungen ein und desselben Stoffes begrenzt, da sie eine einheitliche spezifische Wärmekapazität voraussetzt. Eine weitere Bedingung ist, dass beide Komponenten überall gleichmäßig warm sind und keinerlei nennenswerter Wärmeaustausch mit ihrer sonstigen Umgebung stattfindet.
Will man zwei Stoffe mit unterschiedlichen – aber bekannten – spezifischen Wärmekapazitäten mischen, so kann man die Mischungsregel allgemeiner formulieren, wie im Folgenden gezeigt wird.

## Allgemeine Formulierung
Unter der Bedingung, dass keine Aggregatzustandsänderung auftritt und das System abgeschlossen ist, also insbesondere kein Wärmeaustausch mit der Umgebung stattfindet, gilt:
{\displaystyle {\begin{aligned}Q_{\text{abgegeben}}&=Q_{\text{aufgenommen}}\\m_{1}\cdot \left(h_{1}(T_{1})-h_{1}(T_{\mathrm {m} })\right)&=m_{2}\cdot \left(h_{2}(T_{\mathrm {m} })-h_{2}(T_{2})\right)\\\end{aligned}}}
Dabei stehen {\displaystyle h_{1}(T)} und {\displaystyle h_{2}(T)} für die spezifische Enthalpie der jeweiligen Komponenten.
Können die spezifischen Wärmekapazitäten {\displaystyle c_{1}} und {\displaystyle c_{2}} als konstant angenommen werden, so kann dies umgeformt werden zu
{\displaystyle {\begin{aligned}m_{1}\cdot c_{1}\cdot (T_{1}-T_{\mathrm {m} })&=m_{2}\cdot c_{2}\cdot (T_{\mathrm {m} }-T_{2})\end{aligned}}}
Die nach der Mischungstemperatur aufgelöste Formel ist dann:
{\displaystyle T_{\mathrm {m} }={\frac {m_{1}\cdot c_{1}\cdot T_{1}+m_{2}\cdot c_{2}\cdot T_{2}}{m_{1}\cdot c_{1}+m_{2}\cdot c_{2}}}}
Auch diese Formel wird im weiteren Sinne als Richmannsche Mischungsregel bezeichnet, da sie den aufgestellten Zusammenhang Richmanns lediglich um die spezifische Wärmekapazität erweitert und somit die Berechnung der Mischungstemperatur unterschiedlicher Stoffe ermöglicht.
Sind die Wärmekapazitäten nicht über den gesamten Temperaturbereich konstant, so kann die obige Formel mit einer mittleren Wärmekapazität für die Komponente {\displaystyle i} verwendet werden:
{\displaystyle {\bar {c}}_{i}={\frac {\int _{T_{\mathrm {m} }}^{T_{i}}c_{i}(T)\,\mathrm {d} T}{T_{i}-T_{\mathrm {m} }}}}
In dieser Formel steht {\displaystyle c_{i}(T)} mit {\displaystyle i=1} oder {\displaystyle 2} für die ggf. temperaturabhängige spezifische Wärmekapazität der beiden Komponenten. Die Anwendung der Formel erfordert eventuell ein iteratives Vorgehen zur Ermittlung der Mischungstemperatur, da auch die mittlere Wärmekapazität temperaturabhängig ist.